# 名詞類別
名詞類別（noun class）在語言學上指名詞分類的系統。一個名詞可能屬於一個所給定的類別，起於它所指涉（referent）對象的特徵，諸如性別、有生性、形狀等，但這樣在說明諸如此種名詞類別、或則另一種名詞類別之間所給定的名詞等之特徵，通常還是可以很清楚的分別。有些作者使用這個術語"語法性別"作為"名詞類別"的同義字，但其他人對每個名詞類別使用不同的定義。名詞類別不應與量词混淆。

## 概念
在一般情況下，主要有三種方法辨別“自然語言分類名詞（natural languages categorize nouns）”和“名詞類別”之間的區別： 
- 按照它們的意義相似性（語義標準）。
- 通過與具有類似的形式（形態）之名詞將它們分組，或
- 通過任意的約定。

通常、使用這三種類型的標準組合作為判斷，但是使用一種反而更為普遍。

## 外部連結
- Contini-Morava, Ellen. Noun Classification in Swahili（页面存档备份，存于）. 1994.
- On nominal classes in Swahili
- World Atlas of Language Structures
- Global map and discussion of languages by type of noun class at WALS: Number of Genders（页面存档备份，存于）